# Ar de Rock
Ar de Rock é o álbum de estreia de Rui Veloso, lançado em 1980. Mais do que uma revelação de um cantor-compositor (Rui Veloso) e de um letrista (Carlos Tê), Ar de Rock é um daqueles discos que, improvavelmente, captura o zeitgeist dos tempos que correm. Dele foram extraídos os singles de enorme sucesso "Chico Fininho" e "A Rapariguinha do Shopping", que garantiram a viabilidade comercial do rock português, estimulando numerosos músicos do género. Em 2000, as canções foram regravadas por vários artistas num disco de tributo.

## Gravação
Gravado numa semana e misturado em três dias de Abril de 1980 nos estúdios RPE, em Lisboa, Ar de Rock é o epicentro do terramoto do rock português.

## Faixas
| N.º | Título                                                              | Duração |  |
| 1.  | "Rapariguinha do Shopping" (Carlos Tê/Rui Veloso)                   | 4:29    |  |
| 2.  | "Ai Quem Me Dera Rolar Contigo num Palheiro" (Carlos Tê/Rui Veloso) | 3:37    |  |
| 3.  | "Bairro do Oriente" (Carlos Tê/Rui Veloso)                          | 3:53    |  |
| 4.  | "Afurada" (Carlos Tê/Rui Veloso)                                    | 2:59    |  |
| 5.  | "Chico Fininho" (Carlos Tê)                                         | 2:33    |  |
| 6.  | "Sei de Uma Camponesa" (Carlos Tê/Rui Veloso)                       | 4:14    |  |
| 7.  | "Miúda (Fora de Mim)" (António Avelar Pinho/Rui Veloso)             | 3:29    |  |
| 8.  | "Saiu Para a Rua" (Carlos Tê/Rui Veloso)                            | 4:07    |  |
| 9.  | "No Domingo fui às Antas" (Carlos Tê/Rui Veloso)                    | 2:50    |  |
| 10. | "Harmónica Azul" (Rui Veloso)                                       | 1:32    |  |
| 11. | "Donzela Diesel" (António Avelar Pinho/Rui Veloso)                  | 3:15    |  |

## Créditos
- Rui Veloso - Guitarras elétricas e acústicas, piano elétrico e vocais
- Zé Nabo - Baixo
- Ramón Galarza - Bateria e percussão
- Gravado nos estúdios RPC
- Produção - António Pinho
- Técnico - José Fortes
- Fotos - Luís Vasconcelos